# Ützdorf (Wandlitz)
Ützdorf ist ein Gebietsteil der Großgemeinde Wandlitz, der direkt am Liepnitzsee liegt. Das kleine bereits 1294 urkundlich belegte Bauern- und Fischerdorf gehört seit der Gemeindereform im Jahr 2003 zum Wandlitzer Ortsteil Lanke.

## Geographie, Natur und Namensherkunft

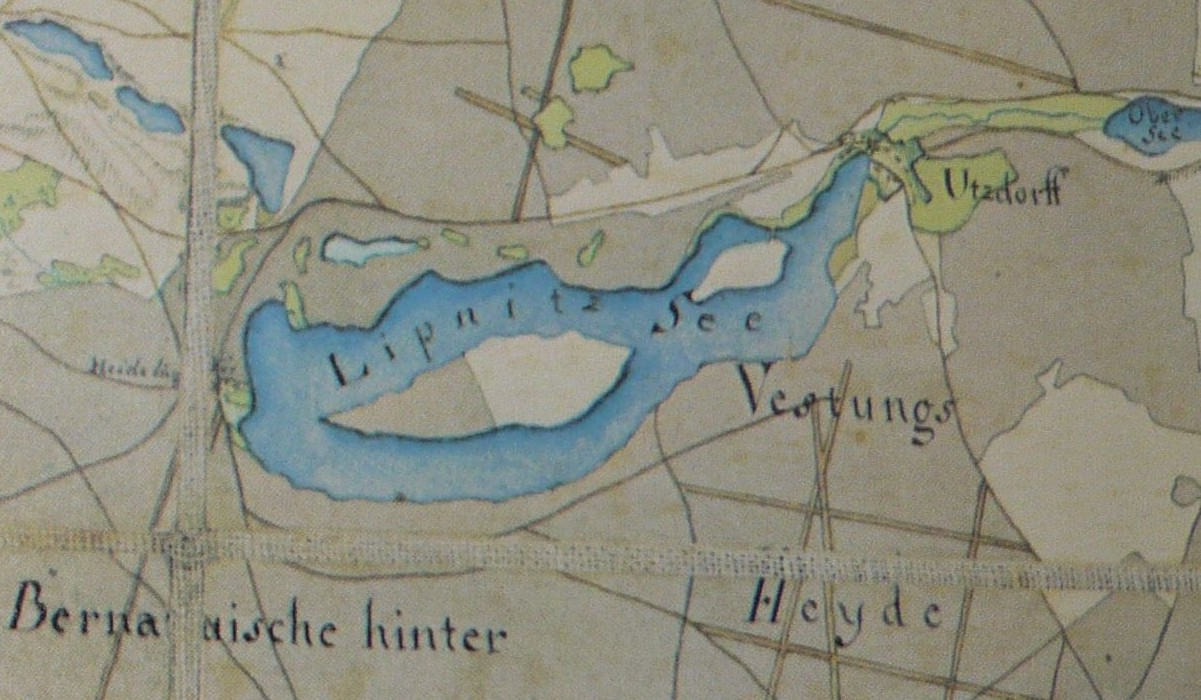
Flurkarte von 1774 mit Ützdorf am östlichen Seeufer

Ützdorf hat eine Ausdehnung von etwa 350 mal 650 Meter, wobei es keine klare Grenze gibt. Der Ort liegt am nordöstlichen Ufer des Liepnitzsees. Von diesem See geht ein Verbindungsflüsschen zum Hellsee, das umgangssprachlich auch Ützdorffließ genannt wird. Direkt an Ützdorf grenzen im Süden die Festungsheide, im Osten das Gebiet von Lanke, im Norden die Biesenthaler Bogenheide und der Wandlitzer Forst.
Als Naturbesonderheiten können eine Feuchtwiese bei Ützdorf mit wilden Orchideen, mehrere „Schwimmblatt- und Röhrichtzonen“ sowie „Seggen und Moorgehölze“ am Ufer des Seechens und des Liepnitzsees angesehen werden.
Im alten niederdeutschen Sprachgebrauch bedeutet Euze, Ütze oder Itsche Kröte. Ützdorf ist damit die Bezeichnung für ein Dorf, in dem viele Kröten vorkamen/vorkommen. Das erklärt sich mit großer Wahrscheinlichkeit auch aus den sandigen Flachwassergebieten am Ostufer des Liepnitzsees.

## Geschichte
Eine erste Erwähnung des Dorfes findet sich im Jahr 1294 mit Ubsdorp, das wohl zu den Besitzungen des Markgrafen Albrecht von Brandenburg gehörte. Der Graf spendete in diesem Jahr ein Wispel Getreide aus der Mühle zu Ubsdorp für einen Messaltar in Eberswalde.
Der Name des Dorfes wandelte sich von Ubsdorp über Utzstorff (1375 im Landbuch Karls IV.), Utstorp, Uttstorff bis Utzdorp im 18. Jahrhundert zum heutigen Ützdorf.
Im Jahr 1375 gehörten vier Kossätenstellen, 40 Hufe Land sowie ein Krug und eine Wassermühle zu Utzstorff. 1391 vermachte ein Nikolaus Steinkopf „dem Sankt-Georgen-Hospital zu Bernau und der Kirche in Bernau das Dorf Utstorff mit aller Zubehörung, als Acker, Wiesen, Weiden, Grasung, Hölzung, Fischerei, Mühle und Mühlenrechten usw.“ Einige Jahrzehnte später (1423) erwarb die Gilde der Gewandschneider und Wollenweber zu Bernau die Fischereirechte von Ützdorf und die Insel im Liepnitzsee (Liepnitzwerder) für 40 Schock (= 96) Böhmische Groschen. Im Jahr 1432 fielen die Hussiten in die Mark Brandenburg ein und verwüsteten auch die Häuser von Ützdorf.
Nach dem Wiederaufbau wechselten das Dorf und seine Umgebung noch mehrfach den Besitzer. Es kam erst an die Grafen von Sparr zu Lanke, die es nach dem Tod des Generalfeldmarschalls Otto Christoph von Sparr 1668 dem Heinrich Wilhelm von Happe (1625–1700) wiederkäuflich und 1715 dessen Sohn Otto Wilhelm von Happe (um 1657–1718) erblich überließen. Der vererbte es 1719 an seinen Sohn Franz Wilhelm von Happe. Dessen Erben verkauften es 1764 an den Freiherrn Viktor Ludwig Heinrich von Holwede. 1783 erwarb es der Oberstwachtmeister Hans Heinrich von Wülcknitz, der es 1813 seinem Sohn Heinrich Otto von Wülcknitz vererbte. 1826 erwarben es dann die Gebrüder Grafen von Redern samt Liepnitzsee und der Insel.

## Einwohner
Aus den Angaben ‚4 Kossäten, Krug und Mühle‘ sind mindestens sechs Familien ableitbar (um 5…6 Personen pro Familie plus Mägde und Tagelöhner), mithin gab es 1375 hier etwa 50 Einwohner.
Im 18. Jahrhundert zeigt die Karte rund zehn Katen in Utzdorff, es werden also wiederum zirka 50 Personen hier gewohnt haben.
Im Jahr 1941 werden in einem Heimatbuch 63 Einwohner angegeben.
Für das Jahr 2010 wurden rund 100 ständige Bewohner angenommen, wobei es keine statistisch gesicherten Zahlen nur für Ützdorf gibt.
Historisch verbriefte Familiennamen des Ortes sind Bartusch, Burgen, Künemund (als Betreiber eines Restaurants Buchenhain zu Beginn des 20. Jahrhunderts), Kurow(er), Prall, Siegel, Sparr(e), Wehning und Wilke. Zu Beginn des 21. Jahrhunderts sind diese bis auf Wilke nur noch selten oder gar nicht anzutreffen.
Die Katholiken in Ützdorf sind nach Biesenthal in die dortige Katholische Kirche St. Marien gepfarrt. Die evangelischen Einwohner gehören zur Gemeinde der Dorfkirche Lanke (Adresse: Baggerberg 5).

## Wirtschaft und Verkehr
In den vergangenen Jahrhunderten waren der Fischfang und die Landwirtschaft das wirtschaftliche Standbein der wenigen Einwohner. In der DDR-Zeit kamen Ferienheime und Ferienlager verschiedener Betriebe hinzu und eine Bullenzucht wurde aufgebaut. Die Ferienheime wurden nach 1990 weitestgehend aufgegeben, Privatleute richteten dagegen Ferienzimmer oder Häuser her. Die Haupteinnahmen für die Ützdorfer stammen nunmehr aus dem Tourismus.
Im Ort wird ein Verein Jugend und Wald unterhalten.
Ützdorf wird von der Landesstraße 29 durchquert, die den Ortsteil einerseits mit Wandlitz und andererseits mit Lanke, Prenden, Biesenthal oder Bernau verbindet. Der Linienbus 909 der Barnimer Bus-Verkehrsgesellschaft stellt seit dem Jahr 2005 das einzige öffentliche Verkehrsmittel für die Einwohner dar.
Die Bundesautobahn 11 mit der Abfahrt Lanke ist etwa einen Kilometer entfernt.

## Bebauung, Sport und weitere Besonderheiten

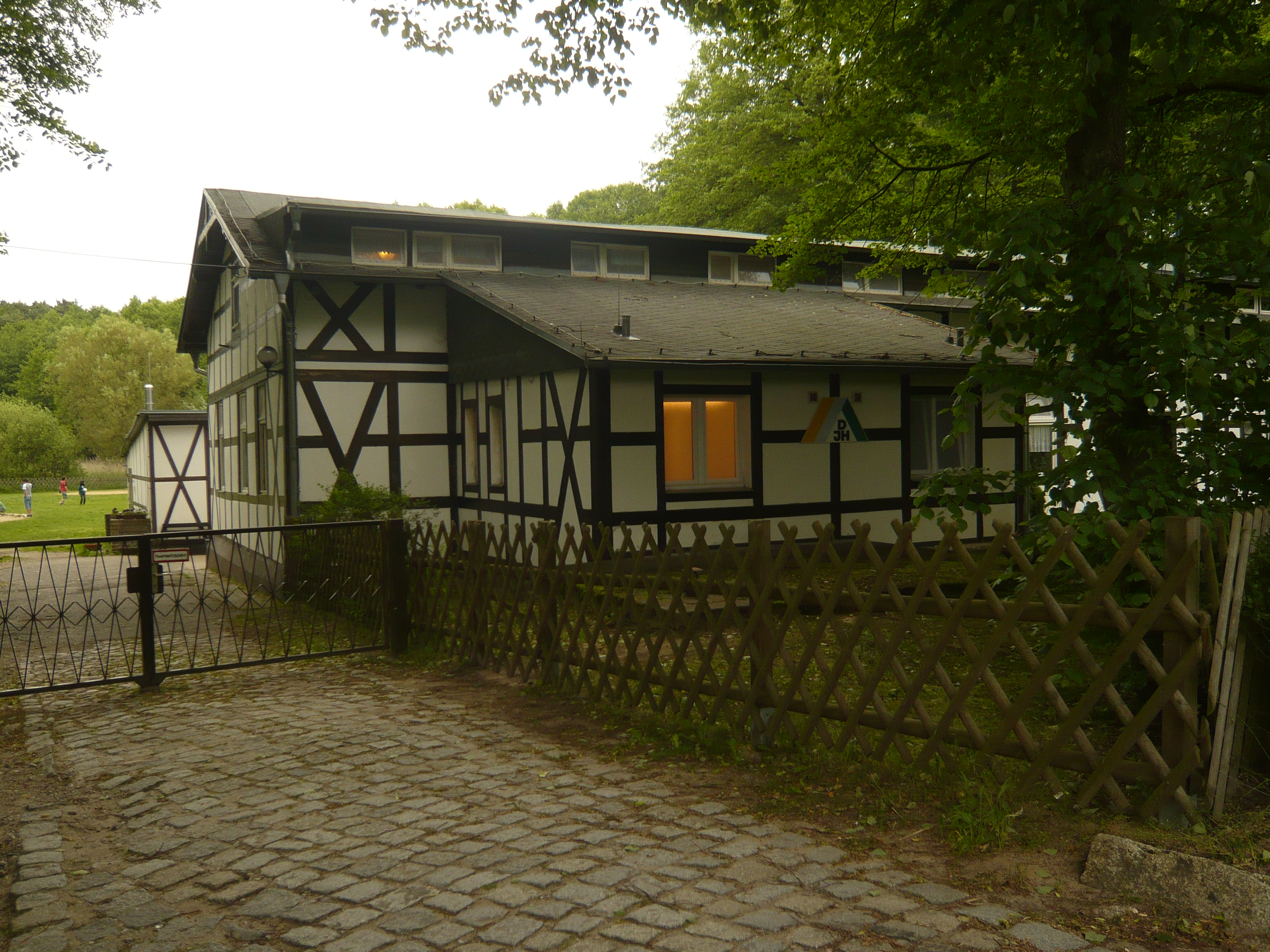
Jugendherberge in Ützdorf

Folgende Bauwerke befinden sich in Ützdorf:
- eine Jugendherberge mit 39 Betten in einem historischen Fachwerkhaus, die nicht ganzjährig geöffnet ist.[9] Das Gebäude gehört der Stadt Berlin und steht auf einem Areal von rund 5000 m².
- das zum Ende des 19. Jahrhunderts errichtete Siegels Restaurant, aus dem um 1916 das Gasthaus Jägerheim Ützdorf wurde, betrieben von Julius Schmoll;
in den späten 1990er Jahren wurde es von neuen Besitzern zum Hotel ausgebaut,[10]
- ein Forsthaus,
- die Klosterherberge St. Maria Afra der katholischen Gemeinde (Wensickendorfer Chaussee).
 Diese Unterkunft entstand aus einem 1926 durch das St. Afra-Stift in Berlin-Gesundbrunnen (damals sowohl Waisenhaus als auch Fürsorgeheim für strafentlassene Jugendliche) erworbene Privatwohnhaus (Villa Fürstenberg). Es diente als Ferienheim für Kinder und Jugendliche und wurde sukzessive erweitert. Zwei Ordensschwestern und einige Hausmädchen sorgten für das leibliche Wohl. Den Einwohnern des Dorfes wurden ab 1929 auch Nähkurse angeboten. In der nationalsozialistischen Zeit wurden das Kinderheim und die Nähschule aufgelöst. Als der Zweite Weltkrieg hier zu Ende ging, richtete die Rote Armee kurzzeitig in dem Gebäude ihre Kommandantur ein, nachdem die letzten Bewohner nach Berlin gebracht worden waren. Die Kommandantur zog dann jedoch in das Schloss Lanke, so dass die Herberge wieder von den Schwestern in Besitz genommen werden konnte. Im Jahr 1946 nahmen sie heimatvertriebene Ordensschwestern auf und boten nun für Ützdorf und Nachbarorte ambulante Krankenpflege, gaben Religionsunterricht und arbeiteten in der Mütterberatung. Ab 1949 diente das Gebäude als Altersheim für alte Ordensleute. Der Bau der Berliner Mauer am 13. August 1961 führte zu Einschränkungen der Seelsorgetätigkeit in diesem Haus, dafür organisierte der St.-Afra-Vorstand religiöse Bildungsarbeit und Freizeitgestaltung. Nach der Wende erfolgte 1993 eine gründliche Renovierung des Hauses, die Zimmer erhielten den üblichen Sanitärstandard, ein Fahrstuhl wurde installiert und ein behindertenfreundlicher stufenloser Zugang eingerichtet. Nunmehr dient es als Gäste-Herberge und wird von drei Ordensschwestern und drei Mitarbeitern betrieben.[11]

Wohnhäuser und Ferienhäuser bestimmen den aktuellen Ortscharakter. Eine Kirche gab und gibt es im Ort nicht. Auch eine Schule oder eine Kinderbetreuungseinrichtung fehlt hier.
Das westlich des Gebietes liegende Seechen, ein Rudiment des Liepnitzsees (siehe historischen Flurplan), gehört zum Ortsgebiet Ützdorf und zum Prendener Seengebiet. In der Nähe hat sich Anfang des 20. Jahrhunderts eine kleine Gartenkolonie entwickelt.
Ein seit den 1970er Jahren vorhandener Campingplatz westlich von Ützdorf direkt am Ufer des Liepnitzsees etablierte sich oberhalb eines Forstweges ab den 1990er Jahren neu und gehört als Campingplatz Am Liepnitzsee nun direkt zum Siedlungsgebiet.
Sportlich tritt Ützdorf seit 1979 als Start- und Zielpunkt mit dem halbjährlich stattfindenden Liepnitzsee-Lauf hervor, der von den Bernauer Lauffreunden organisiert wird. Es handelt sich um einen Volkslauf mit verschiedenen Streckenlängen und für unterschiedliche Altersklassen.
Durch Ützdorf führen mehrere Wanderwege, auf denen sowohl die Hellmühle (Markierung grüner Punkt) als auch der Bogensee (Markierung blauer Strich, blau-grün diagonal) erreicht werden können.

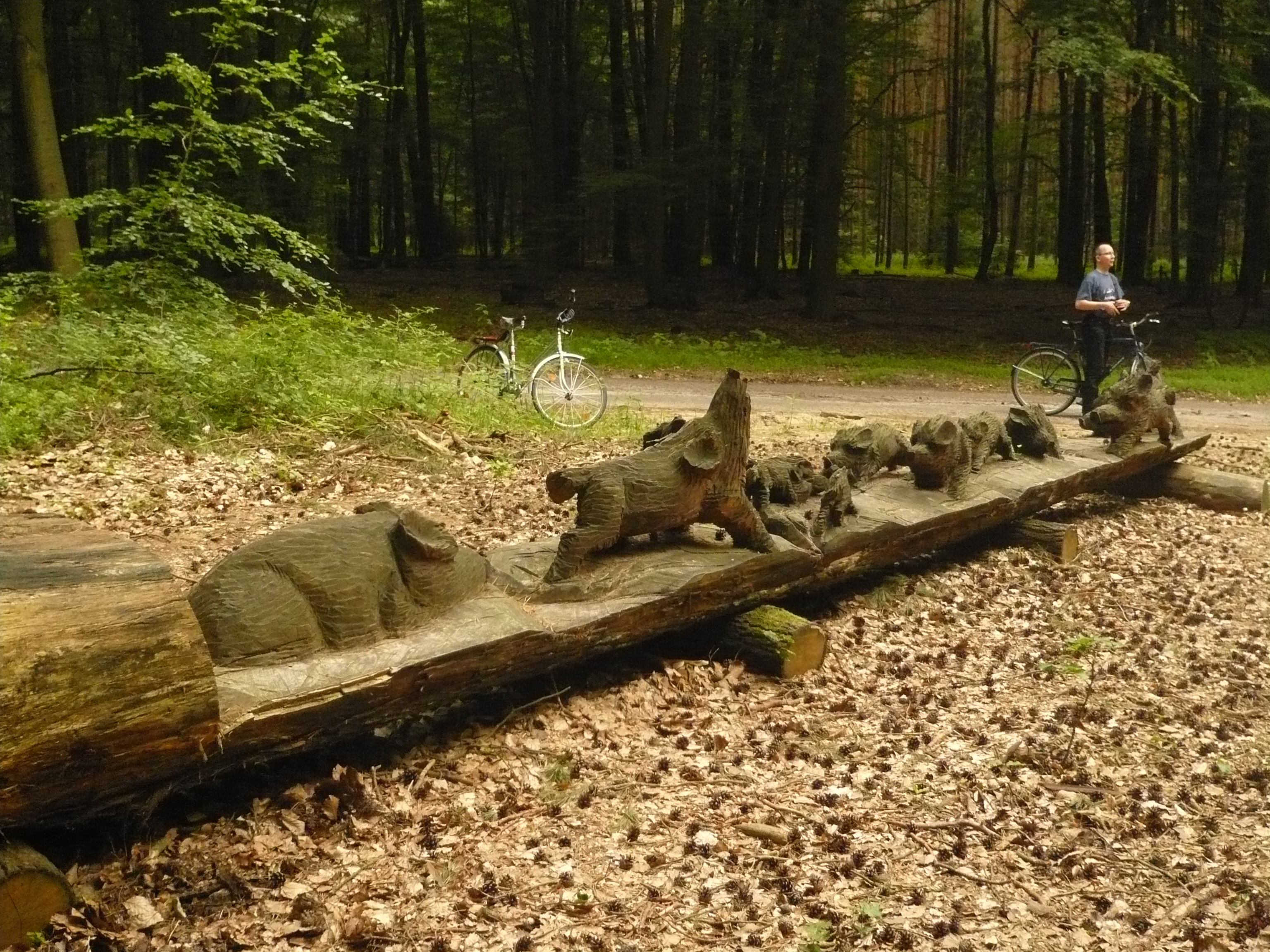
Holzkunst neben der Schutzhütte bei Ützdorf

Die Berliner Stadtforsten haben etwa 500 Meter südlich von Ützdorf am Hang einer Endmoräne im Jahr 2009 eine Schutz- und Partyhütte aufstellen lassen. Das kleine offene Holzbauwerk überrascht den Besucher mit rustikaler Holzkunst, hier kann gerastet und auch eine Feuerstelle benutzt werden.
Beidseitig von Ützdorf befindet sich je eine Anlegestelle einer kleinen Motorfähre, die in der Sommersaison sowohl Tagesausflügler als auch Dauercamper auf die Insel Großer Werder im Liepnitzsee bringt.